# Schleuse Wendisch Rietz
Die Schleuse Wendisch Rietz ist eine Schiffsschleuse im Storkower Kanal, einem Teilabschnitt der Dahme-Wasserstraße. Sie befindet sich in der amtsangehörigen Gemeinde Wendisch Rietz. Für die Schleuse Wendisch Rietz ist der Außenbezirk Kummersdorf des Wasserstraßen- und Schifffahrtsamtes Spree-Havel zuständig.

## Geschichte
Die Wasserstraßen in der Mark Brandenburg waren bereits im Mittelalter bedeutende Transportwege für Massengüter. Ab Mitte des 18. Jahrhunderts wurden die Fließe vom Scharmützelsee zum Storkower, Wolziger und Langen See vom Königreich Preußen in einem ersten Schritt flößbar gemacht. Von Prieros aus war damit über die Dahme eine Verbindung zu den Berliner Gewässern geschaffen. Mit dem Ausbau der Dahme-Wasserstraße im 19. Jahrhundert wurde der Neubau mehrerer Schleusen an Staustufen des Flusses notwendig. So auch im Bereich der Schleuse Wendisch Rietz. Diese wurde zwischen 1863 und 1865 errichtet. In den ersten beiden Jahren wurden pro Jahr bereits zahlreiche Kähne und Flöße vor allem mit Massengütern wie Getreide, Holz, Torf und Ziegelsteinen geschleust. Die Wasserstraße wurde im großen Maße für Holztransporte in Richtung Berlin genutzt. Ursprünglich wurde die Wasserstraße für Kähne entsprechend dem Finowmaß ausgelegt.

## Bauwerk
Die Schleuse Wendisch Rietz liegt am Gewässerkilometer 22,74 der Storkower Gewässer (SkG). Vom Wolziger See kommend ist die Schleuse Wendisch Rietz die dritte Schleuse im Storkower Kanal. Über das Wehr neben der Schleuse Wendisch Rietz erfolgt die Stauhaltung und die Abflussregulierung für das Einzugsgebiet des Scharmützelsees. Das Wehr und eine Kahnschleuse wurden ursprünglich in den Jahren 1863 bis 1865 aus Mauerwerk errichtet. Die Sohle besteht aus Holzbohlen. Von 1964 bis 1965 wurde die gesamte Staustufe umgebaut. Im Zuge des Umbaus 1965 wurden die Kammerwände mit Beton verkleidet. Im Jahr 1996 wurde die Schleuse grundhaft instand gesetzt und im Jahr 2004 für den von der Leitzentrale Storkow fernüberwachten halbautomatischen Selbstbedienungsbetrieb umgerüstet. Die Befüllung der Kammer erfolgt über Schütze in den Toren. Die Antriebe sind elektromechanisch. Die heutige nutzbare Länge der Schleusenkammer beträgt 34,00 Meter und die Kammerbreite 5,30 Meter. Die mittlere Fallhöhe wird mit 1,27 Meter angegeben. Beide Häupter sind mit Stemmtoren ausgestattet.